# Sachsendorf (Barby)
Sachsendorf è una frazione di 313 abitanti della città tedesca di Barby, situata nel land della Sassonia-Anhalt. 
Già comune autonomo, il 1º gennaio 2010 è stata accorpato a Barby assieme agli altri comuni soppressi di Groß Rosenburg, Breitenhagen, Glinde, Lödderitz, Pömmelte, Tornitz, Wespen e Zuchau.